# Neoliparina paradoxa
Neoliparina paradoxa är en fjärilsart som beskrevs av Schultze 1934. Neoliparina paradoxa ingår i släktet Neoliparina och familjen tofsspinnare. Inga underarter finns listade i Catalogue of Life.